# Залман Вендров
Залман Вендров (настоящее имя Давид Ефимович Вендровский; 17 января 1877, Слуцк — 1 октября 1971, Москва) — советский еврейский писатель, писал на идише. На русском языке его произведения известны благодаря переводу Ривы Рубиной.

## Биография
Родился и вырос в Слуцке. Работал в Лодзи на ткацкой фабрике, о деятельности которой в 1899 году опубликовал материал в краковской газете «Дер Юд». Его репортаж раскрывал истинную "работу" предприятий лёгкой промышленности, которые вместо производства занимались перепродажей бракованного товара и остатков мелким мелким еврейским лавочкам. После выхода материала, который был подписан его именем, Вендров был уволен.
Вскоре перебрался в Англию и Шотландию, где подрабатывал грузчиком на овощном рынке, а вечерами посещал колледж. Опубликовал несколько произведений на идише в еврейском еженедельнике «Дер Вандерер». 
В 1905 году оказался в США, публиковал свои рассказы, фельетоны, публицистику в местной прессе. В 1907 году вышел сборник рассказов «Он а hейм» («Без дома»), в 1912 — «hуморэскн ун дэрцейлунген» («Юморески и рассказы») и «Баканте паршойнен» («Знакомые лица»). В воспоминаниях его внука упоминается, что Вендров преподавал английский язык еврейским иммигрантам. В 1908 году в качестве корреспондента американских изданий «Морген журнал» и «Фрайе арбетер штиме» отправился в Россию. В 1912 году издал двухтомник рассказов «Правожительство», посвящённый положению евреев в России, который был отмечен прессой и переведён на русский язык. Особую гордость для Вендрова представлял тот факт, что выдержки из этой книги цитировались в Государственной думе, при обсуждении еврейского вопроса. 
Во время Первой мировой войны, когда Царское правительство вступило в активную борьбу с еврейской прессой, Вендров оказывает поддержку Еврейскому Комитету помощи жертвам войны на западном и северо-западном фронтах. В письме другу он признаётся, что тоскует по своей работе, «как пьяница по водке», но у него на руках 5000 беженцев: «Гречневая, перловая и пшенная крупа, мука, картофель, обувь, кожа, белье, платье, очаги, школы, заразные бараки и т. п. — вот о чём приходится думать день и ночь».
После Революции 1917 года переехал в Москву, в 1919-1922 годах работал заведующим отделом печати в Наркомате путей сообщения. Отправлял статьи в еврейские издания Нью-Йорка («Тог», «Форвертс»), Лондона («Ди цайт»), Вильны («Тог»), Варшавы («Дер момент»), публиковался в киевском «Советише литератур», биробиджанском«Форпосте», московском «Дер Эмес», издательство которого в 1941 году выпустило его книгу рассказов. Во время Великой Отечественной войны по приглашению писателя Переца Маркиша работал в еврейской редакции Московского радио, готовил материалы для Совинформбюро и Еврейского антифашистского комитета.
В 1950 году был арестован и осуждён на 10 лет лагерей, но по какой-то причине (возможно, в силу возраста) отбывал срок во Владимирском централе. Был освобождён в 1954 году, после смерти Сталина, но официально реабилитирован лишь через полтора года. Оставшуюся жизнь провел в квартире в центре Москвы со своей большой разросшейся семьей. В 1967 году издал сборник рассказов «Ундзэр гас» («Наша улица»).
Воспитывал внука Карла Валериановича Вендровского (родители которого были репрессированы) вместе с его тётей — известным литературоведром-шекспироведом Любовью Давидовной Вендровской.
Умер в 1971 году. Похоронен на Введенском кладбище (23 уч.).
В 2004 году в Калифорнии (США), где с 90-х годов проживает семья, вышел сборник рассказов Залмана Вендрова на английском языке «Такова жизнь», переводом которого с идиша на английский занималась его внучатая племянница Ирен Джеррисон.